# طارق شوقي
طارق جلال شوقي أحمد شوقي وزير التربية والتعليم والتعليم الفني والتدريب المصري السابق. وُلد طارق جلال شوقي في 12 يونيو 1957. حاز طارق شوقي على الجائزة الرئاسية الأمريكية للتفوق البحثي عام 1989، والتحق بمنظمة اليونسكو عام 1999 وحتى سبتمبر 2012، حيث قاد تنفيذ العديد من المشروعات حول العالم في مجال تطبيقات تكنولوجيا الاتصالات والمعلومات في التعليم والعلوم والثقافة حتى تبوأ منصب مدير مكتب اليونسكو الإقليمي في الدول العربية.
قاد شوقي اليونسكو لبناء شراكات إستراتيجية مع الشركات الكبرى في مجالات تقنيات الاتصالات والمعلومات، كما قاد المشروع العالمي لتأسيس معايير قياسية لتدريب المعلمين على استخدامات تقنيات الاتصالات والمعلومات في التدريس، ثم عاد إلى العمل الأكاديمي ليُصبح عميدًا لكلية العلوم والهندسة الميكانيكية بالجامعة الأمريكية بالقاهرة منذ عام 2012.

## دراسته
حصل طارق شوقي على درجة بكالوريوس الهندسة الميكانيكية من جامعة القاهرة عام 1979، ثم درجة الماجستير في الهندسة عام 1983 من جامعة براون الأمريكية ودرجة الماجستير في الرياضيات التطبيقية عام 1985، وثم درجة الدكتوراة في الهندسة عام 1985. وعمل باحثًا في قسم الميكانيكا بمعهد ماساشوستش للتكنولوجيا بين عامي 1985 و1986. ثم تدرج في المسار الأكاديمي بقسم الميكانيكا النظرية والتطبيقية بجامعة إلينوي في إربانا-شامبين الأمريكية فيما بين 1986 و1998.

## عمله
كان أستاذ الميكانيكا النظرية والتطبيقية في جامعة إلينوي في إربانا-شامبين فيما بين عامي 1986 و1998. وشغل شوقي منصب مدير مكتب اليونسكو الإقليمي للعلوم والتكنولوجيا في الدول العربية في الفترة من عام 1999 وحتى عام 2005، ثم في الفترة من عام 2008 وحتى عام 2012. وكان رئيسًا لقسم تطبيقات تكنولوجيا الاتصالات والمعلومات في التعليم والعلوم والثقافة باليونسكو حول العالم في الفترة من عام 2005 وحتى عام 2008.

## وزير التربية والتعليم
ووافق مجلس النواب في الجلسة العامة الصباحية في 14 فبراير 2017، برئاسة علي عبد العال على التعديل الوزاري الجديد في حكومة شريف إسماعيل بعد التصويت عليه.، أحدث تغييراً كاملا في منظومه التعليم المصري حيث يتجه بالمنظومة التعليمية إلى نظام التعليم الإلكترونى يستخدم فيه الطلبة حواسيب خاصه بهم مدعومة من الدولة وفي 2020 أصدر شوقي قرارًا بعودة نظام التحسين في الثانوية العامة بعدما تم إلغاؤه في عام 2014